# جوردن سكارليت
جوردن سكارليت (بالإنجليزية: Jordan Scarlett)‏ (8 يوليو 1995 في جامايكا - ) هو لاعب كرة قدم أمريكي في مركز الدفاع.

## وصلات خارجية
- جوردن سكارليت على موقع الدوري الأمريكي (الإنجليزية)
- جوردن سكارليت على موقع قاعدة بيانات كرة القدم.إي يو (الإنجليزية)
- جوردن سكارليت على موقع Soccerway.com (الإنجليزية)
- جوردن سكارليت على موقع عالم كرة القدم.نت (الإنجليزية)